# زلكوفا فيرشفلتية
زلكوفا فيرشفلتية (الاسم العلمي:Zelkova verschaffeltii) هو نوع من النباتات يتبع جنس الزلكوفا من فصيلة الدردارية.